# 6a etapa del Tour de França 2008
La 6a etapa del Tour de França 2008 es va córrer el dijous 10 de juliol, entre Aigurande i Super-Besse, i amb un recorregut de 195,5 km.

## Perfil de l'etapa
La 6a etapa, de 195,5 km, és la primera etapa de mitja muntanya d'aquesta edició del Tour. La sortida té lloc a Aigurande, al departament de l'Indre, per passar ràpidament al de la Cruesa, on es troben dues cotes de 4a categoria, la de Bellegarde-en-Marche i la de Crocq. S'entra al departament de Puèi Domat per Fernoël i tot seguit es troben el primer port de segona categoria d'aquesta edició, el coll de la Croix-Morand (1.401 msnm), al km 158. Després d'efectuar el descens cap a Murol i Saint-Diéry, els ciclistes ataquen l'ascensió final cap a Super-Besse, el primer final en alt també de l'edició. Es tracta d'un port de segona categoria, d'11 km de llargada i una mitjana del 4,7%. Els primers 7,4 km tenen un pendent mitjà del 5,7%, tot seguit hi ha un replà de prop de 2 km i un tram final de 1.500 m al 10%.
Els dos primers esprints intermedis es troben al començament de l'etapa, a Châtelus-Malvaleix (km 23,5) i a Cressat (km 44,5), mentre que el tercer es troba al peu del coll de la Croix-Morand, a La Bourboule (km 144).

## Desenvolupament de l'etapa
176 ciclistes prenen la sortida a Aigurande. El francès Aurélien Passeron (Saunier Duval-Scott) no pren la sortida a causa d'una caiguda ocorreguda el dia abans que li provoca el trencament d'una vèrtebra.
La primera escapada del dia no triga gaire a ser una realitat i al km 6 Sylvain Chavanel (Cofidis), autor de l'atac, Benoît Vaugrenard (FDJ) i Freddy Bichot (Agritubel) s'escapen del gran grup. Altres ciclistes intenten unir-se a ells, sense èxit. La diferència respecte al gran grup anirà augmentant a poc a poc i al km 95 arriba als 5'. A partir d'aquell moment la diferència anirà reduint-se.
Sylvain Chavanel és el primer a passar per les dues cotes de 4a categoria, així com pel coll de la Croix-Morand, però en aquest cas amb el gran grup trepitjant-los els talons. En el descens, un gran grup encapçalat pel Caisse d'Epargne, escurça la diferència a poc més de 30". Chavanel és atrapat, però no així Bichot que es manté escapat fins al km 181, poc abans de la pujada final.
Després de diversos atacs infructuosos, Leonardo Piepoli i Christian Vande Velde es queden sols a 5 km de l'arribada, però són agafats poc abans del km final.
Un gran grup reduït a una trentena de ciclistes ataca el darrer quilòmetre. Responent a una acceleració de Fränk Schleck, Riccardo Riccò ataca a 300 metres de l'arribada i avança Alejandro Valverde i Cadel Evans sobre la línia de meta. Kim Kirchen, 5è de l'etapa agafa el mallot groc a Stefan Schumacher, així com el mallot verd que duia Thor Hushovd.
Sylvain Chavanel, queda empatat a punts amb Thomas Voeckler al capdavant de la classificació de la muntanya, però es queda amb el mallot per haver passat en primera posició pel coll de la Croix-Morand. Thomas Lövkvist es manté com a líder dels joves i el Garmin Chipotle com a millor equip.

## Esprints intermedis
- 1r esprint intermedi. Châtelus-Malvaleix (km 23,5)

| 1r | Sylvain Chavanel  | 6 pts |
| 2n | Benoît Vaugrenard | 4 pts |
| 3r | Freddy Bichot     | 2 pts |

- 2n esprint intermedi. Cressat (km 44,5)

| 1r | Freddy Bichot     | 6 pts |
| 2n | Benoît Vaugrenard | 4 pts |
| 3r | Sylvain Chavanel  | 2 pts |

- 3r esprint intermedi. La Bourboule (km 144)

| 1r | Benoît Vaugrenard | 6 pts |
| 2n | Freddy Bichot     | 4 pts |
| 3r | Sylvain Chavanel  | 2 pts |

## Ports de muntanya
- Côte de l'Armelle. 4a categoria (km 70)

| 1r | Sylvain Chavanel  | 3 pts |
| 2n | Benoît Vaugrenard | 2 pts |
| 3r | Freddy Bichot     | 1 pts |

- Côte de Crocq. 4a categoria (km 89)

| 1r | Sylvain Chavanel  | 3 pts |
| 2n | Freddy Bichot     | 2 pts |
| 3r | Benoît Vaugrenard | 1 pts |

- Coll de la Croix-Morand. 2a categoria (km 158)

| 1r | Sylvain Chavanel  | 10 pts |
| 2n | Freddy Bichot     | 9 pts  |
| 3r | Thomas Voeckler   | 8 pts  |
| 4t | Sandy Casar       | 7 pts  |
| 4t | Gorka Verdugo     | 6 pts  |
| 4t | Luis León Sánchez | 5 pts  |

- Super Besse. 2a categoria (km 195,5)

| 1r | Riccardo Riccò     | 10 pts |
| 2n | Alejandro Valverde | 9 pts  |
| 3r | Cadel Evans        | 8 pts  |
| 3r | Fränk Schleck      | 7 pts  |
| 3r | Kim Kirchen        | 6 pts  |
| 3r | Roman Kreuziger    | 5 pts  |

## Classificació de l'etapa
| Pos. | Ciclista             | Equip               | Temps    |
| ---- | -------------------- | ------------------- | -------- |
| 1.   | Riccardo Riccò       | Saunier Duval-Scott | 4h57'52" |
| 2.   | Alejandro Valverde   | Caisse d'Epargne    | + 1"     |
| 3.   | Cadel Evans          | Silence-Lotto       | m. t.    |
| 4.   | Fränk Schleck        | Team CSC            | + 4"     |
| 5.   | Kim Kirchen          | Columbia            | m. t.    |
| 6.   | Roman Kreuziger      | Liquigas            | + 7"     |
| 7.   | Moisés Dueñas Nevado | Barloworld          | m. t.    |
| 8.   | Carlos Sastre        | Team CSC            | m. t.    |
| 9.   | Denís Ménxov         | Rabobank ProTeam    | m. t.    |
| 10.  | Leonardo Piepoli     | Saunier Duval-Scott | m. t.    |

## Classificació general
| Pos. | Ciclista              | Equip            | Temps       |
| ---- | --------------------- | ---------------- | ----------- |
| 1.   | Kim Kirchen           | Columbia         | 24h 30' 41" |
| 2.   | Cadel Evans           | Silence-Lotto    | + 6"        |
| 3.   | Stefan Schumacher     | Gerolsteiner     | + 16"       |
| 4.   | Christian Vande Velde | Garmin Chipotle  | + 44"       |
| 5.   | David Millar          | Garmin Chipotle  | + 47"       |
| 6.   | Thomas Lövkvist       | Columbia         | + 54"       |
| 7.   | Denís Ménxov          | Rabobank ProTeam | + 1'03"     |
| 8.   | Alejandro Valverde    | Caisse d'Epargne | + 1'12"     |
| 9.   | Stijn Devolder        | Quick Step       | + 1'21"     |
| 10.  | Oscar Pereiro Sio     | Caisse d'Epargne | m. t.       |

## Classificacions annexes

### Classificació per punts
| Classificació per punts | Total  |
| ----------------------- | ------ |
| Kim Kirchen             | 97 pts |
| Thor Hushovd            | 88 pts |
| Óscar Freire            | 85 pts |

### Classificació de la muntanya
| Classificació de la muntanya | Total  |
| ---------------------------- | ------ |
| Sylvain Chavanel             | 27 pts |
| Thomas Voeckler              | 27 pts |
| Riccardo Riccò               | 20 pts |

### Classificació del millor jove
| Classificació del millor jove | Total       |
| ----------------------------- | ----------- |
| Thomas Lövkvist               | 24h 31' 35" |
| Maxime Monfort                | + 46"       |
| Andy Schleck                  | + 1' 04"    |

### Classificació per equips
| Classificació per equips | Total       |
| ------------------------ | ----------- |
| Garmin Chipotle          | 73h 34' 10" |
| Team CSC                 | + 19"       |
| Columbia                 | + 20"       |

### Combativitat
Sylvain Chavanel (Cofidis)

## Abandonaments
Aurélien Passeron, no surt (Saunier Duval-Scott)